# Kalla Pura, Shimoga
Kalla Pura là một làng thuộc tehsil Shimoga, huyện Shimoga, bang Karnataka, Ấn Độ.